# Синьпу (станция метро)
«Синьпу» (англ. Xinpu; кит. 新埔) — станция линии Баньнань Тайбэйского метрополитена, открытая 31 августа 2000 года. Расположена между станциями «Цзянцзыцуй» и «Баньцяо».  Находится на территории районаБаньцяо города Новый Тайбэй.  До 31 мая 2006 года станция «Синьпу» была конечной.

## Техническая характеристика
«Синьпу» — однопролётная станция. На станции есть пять выходов, оснащённых эскалаторами. Один выход также оборудован лифтом для пожилых людей и инвалидов.  1 апреля 2015 года на станции были установлены автоматические платформенные ворота.

## Близлежащие достопримечательности
От станции ходит автобус до ночного рынка Нанья.